# César Cervantes
César Augusto Cervantes Cárdenas (Lima, 22 de septiembre de 1963) es un policía y abogado peruano. Ejerció como Ministro del Interior del Perú, en diciembre de 2022; en el gobierno de Dina Boluarte. Fue comandante general de la Policía Nacional del Perú, desde noviembre de 2020 hasta septiembre de 2021.

## Biografía
César Augusto  nació el 20 de septiembre de 1963, en la ciudad peruana de Lima.
Fue egresado con número dos de la Escuela de Oficiales de la PNP (1989), y alcanzó el primer puesto en el Curso de Capitanes (2003), y el segundo en el Curso de Tenientes.
Estudió Administración y Ciencias Policiales en la Escuela de Oficiales de la Policía Nacional del Perú. 
Se graduó de abogado en la Universidad Nacional Federico Villarreal, y llevó el curso de Estado Mayor (COEM-2005).
Cuenta con un diplomado en el Curso de Defensa Nacional y Orden Interno del Centro de Altos Estudios Nacionales (2010).
También participó del Programa de Alto Mando en Orden Interno de la Escuela de Post Grado de la PNP (2016), con estudios en la Pontificia Universidad Católica del Perú.
Tiene una maestría en Alta Dirección en Seguridad Internacional en la Guardia Civil de España y la Universidad Carlos III, en España (2019-2020).
Ha cursado estudios de Experto en Análisis de Inteligencia de la Universidad Autónoma de Madrid.

### Policía
Entre 2013 y 2017, con el grado de coronel, comandó la División de Búsqueda de la Dirección Nacional de Inteligencia del Ministerio del Interior. El 1 de enero de 2018, ascendió al grado de General de la Policía Nacional del Perú. En abril de 2019, fue designado Agregado Policial a la Embajada del Perú en España, cargo que desempeñó hasta noviembre de 2020.
Comandó la Primera Macro Región Policial compuesta por los departamentos de Piura y Tumbes, de febrero de 2018 a febrero de 2019. En noviembre de 2020, fue designado como comandante general de la Policía Nacional, durante el gobierno de transición de Francisco Sagasti.

### Ministro de Estado
El 10 de diciembre de 2022, fue nombrado y posesionado por la presidenta Dina Boluarte, como ministro del Interior del Perú.
A tres días de asumir, varios congresistas presentaron una moción de interpelación en su contra, con la iniciativa de que responda un pliego de preguntas por la muerte de los ciudadanos durante las manifestaciones contra el gobierno Boluarte.
Mantuvo este cargo hasta el día 21 del mismo mes, cuando la presidenta Boluarte hizo una recomposición de su gabinete.